# Zalaszentbalázs
Zalaszentbalázs község Zala vármegyében, a Nagykanizsai járásban.

## Fekvése
A Zalai-dombságban, ezen belül az Egerszeg–Letenyei-dombság területén helyezkedik el.
A közvetlenül határos települések: észak felől Hahót, északkelet felől Pölöskefő, délkelet felől Kacorlak, dél felől Magyarszerdahely és Bocska, délnyugat felől Börzönce, nyugat felől Bucsuta, északnyugat felől pedig Pusztamagyaród.
A legközelebbi nagyobb város Nagykanizsa körülbelül 19 kilométer dél-délkeletre.

### Megközelítése
Közigazgatási területén áthalad dél-északi irányban a Nagykanizsa-Zalaegerszeg-Vasvár közti 74-es főút, így ez a legfontosabb közúti elérési útvonala. Megközelíthető továbbá kelet felől is, a Gelsétől Pölöskefőn át idáig húzódó 7529-es úton; nyugati szomszédai felé pedig a Szentliszlóig tartó 7534-es út indul ugyaninnen.

## Története
Első okleveles említése 1320-ból származik Zenthbalas írásmóddal. 1892-ben már Zalaszentbalázs. Nevét a templom védőszentjéről kapta.
Az 1700-as évek végén Vályi András írta a településről:
"Szent Balas, magyar falu Zala vármegyében. Földes urai az Inkey és több uraságok, lakosai katolikusok, fekszik Kapornakhoz 1,1 negyed mérföldnyire; határja jól termő".

## Közélete

### Polgármesterei
- 1990–1994: Kovács Antal (független)[3]
- 1994–1998: Molnár Mihály (független)[4]
- 1998–2002: Molnár Mihály (független)[5]
- 2002–2006: Molnár Mihály (független)[6]
- 2006–2010: Molnár Mihály (független)[7]
- 2010–2012: Uzonyi Dezső László (független)[8]
- 2013–2014: Hencsei Margit (független)[9]
- 2014–2019: Hencsei Margit (független)[10]
- 2019–2024: Hencsei Margit (független)[11]
- 2024– : Hajmási Ákos (független)[1]

A településen 2013. március 10-én időközi polgármester-választást (és képviselő-testületi választást) tartottak, az előző képviselő-testület önfeloszlatása miatt. A választáson a hivatalban lévő polgármester is elindult, de a győztestől messze lemaradva, három jelölt közül csak a második helyet érte el.

## Népesség
A település népességének változása:
| Lakosok száma | 838  | 813  | 796  | 833  | 806  | 790  | 785  |
|               | 2013 | 2014 | 2015 | 2021 | 2022 | 2023 | 2024 |

A 2011-es népszámlálás idején a nemzetiségi megoszlás a következő volt: magyar 98,2%, cigány 0,5%, német 0,76%. A lakosok 79,4%-a római katolikusnak, 1,64% reformátusnak, 0,59% evangélikusnak, 3,88% felekezeten kívülinek vallotta magát (13,9% nem nyilatkozott).
2022-ben a lakosság 94,5%-a vallotta magát magyarnak, 1,1% cigánynak, 0,9% németnek, 0,1% románnak, 2,4% egyéb, nem hazai nemzetiségűnek (5,3% nem nyilatkozott; a kettős identitások miatt a végösszeg nagyobb lehet 100%-nál). Vallásuk szerint 61,4% volt római katolikus, 2,5% református, 0,4% evangélikus, 1,9% egyéb keresztény, 0,7% egyéb katolikus, 6,5% felekezeten kívüli (26,7% nem válaszolt).

## Nevezetességei
- A római katolikus templom barokk stílusban épült. Főoltára, és a szentélyben lévő szobrok szintén barokk stílusúak.
- Madonna-szobor
- I. és II. világháborús hősi emlékmű
- Tűzoltófecskendő
- Számos régi kőkereszt a belterületi és a szőlőhegyi utak mentén